# PSP Media Manager
De Media Manager voor PSP is een commerciële toepassing van Sony Creative Software die content op de PlayStation Portable, een soortgelijke functie van iTunes voor een PC, beheert. Media Manager is in staat om automatisch te converteren en bepaalde typen inhoud (zoals muziek en foto's) te kopiëren naar een PlayStation Portable, evenals het downloaden van video-podcasts om vervolgens te kopiëren naar het apparaat; muziek kan worden gedownload van de Sony Connect Internet muziekwinkel. In landen waar de dienst beschikbaar is en als men ook beschikt over PSP Media Manager 3.x, heeft men ook toegang tot de PlayStation Store.
Media Manager voor PSP is meestal niet inbegrepen bij de aankoop van een PlayStation Portable en moet apart worden aangekocht voor een kleine prijs, maar vanaf versie 3.x is er ook een gratis versie van de software beschikbaar. Daarnaast blijft de Pro-versie wel nog bestaan en kan deze worden aangekocht. De Pro-versiegebruikers hebben de extra mogelijkheid voor het omzetten en kopiëren van bestanden naar een PSP (deze functie is niet beschikbaar in de gratis versie). Er zijn, buiten dat, nog meer functies die enkel in de Pro-versie beschikbaar zijn.

## Media Go
Vroeger bood Sony voor verschillende typen hardware ook verschillende softwareproducten aan voor het beheer van inhoud. PSP Media Manager 3.x is de laatste PSP Media Manager. Hierna werd de PSP Media Manager volledig vervangen door Media Go. Deze software ondersteunt, in tegenstelling tot PSP Media Manager, wel verschillende typen hardware. De PlayStation Store is overigens niet meer te bezoeken met PSP Media Manager.